# Heteroplacidium acarosporoides
Heteroplacidium acarosporoides är en lavart som först beskrevs av Alexander Zahlbruckner, och fick sitt nu gällande namn av Breuss. Heteroplacidium acarosporoides ingår i släktet Heteroplacidium och familjen Verrucariaceae.   Inga underarter finns listade i Catalogue of Life.